# Golubovci
Golubovci (in montenegrino Голубовци, IPA [ɡǒluboʋtsi]; in albanese Golluboci) è una piccola località della municipalità di Zeta, in Montenegro. Golubovci è situata a 15 km a sud della capitale montenegrina e spesso l'aeroporto di Podgorica è indicato come Aeroporto di Golubovci, poiché lo stesso si trova a 5 km dalla città.

## Sport
La città è sede della Zeta, società calcistica che vinse il campionato nazionale nella stagione 2006-07.